# زنبورخوار سینه‌آبی
زنبورخوار سینه‌آبی یا زنبورخوار گونه‌گون (نام علمی: Merops variegatus) گونه‌ای از پرندگان آفریقای مرکزی و عضوی از تیرهٔ زنبورخواران است. زنبورخواران همگی از نظر دیداری شبیه به هم هستند و دارای رژیم غذایی تخصصی در نیم‌بالان (Hymenopterans) هستند.